# Don't Say a Word (Sonata Arctica)
Don't Say a Word is de vierde en tot nu toe laatste extended play door de Finse powermetalband Sonata Arctica.

## Nummers
1. Don't Say A Word
2. Ain't Your Fairytale
3. World In My Eyes (cover van Depeche Mode)
4. Two Minds, One Soul (cover van Vanishing Point)